# Friedrich Eisenbrand

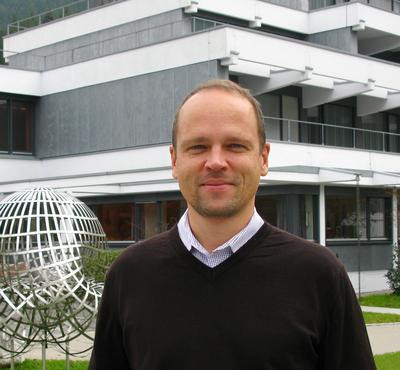
Friedrich Eisenbrand

Friedrich Eisenbrand (* 3. Juli 1971 in Quierschied, Saarland) ist ein deutscher Mathematiker und Informatiker, der sich mit algorithmischer Diskreter Mathematik beschäftigt, zum Beispiel mit ganzzahliger linearer Programmierung, kombinatorischer Optimierung und algorithmischer Geometrie der Zahlen.
Eisenbrand studierte Mathematik und Informatik an der Universität des Saarlandes, wo er 1997 sein Diplom in Informatik ablegte (Factor Refinement in Quadratischen Zahlkörpern) und 2000 an der Universität und am Max-Planck-Institut für Informatik bei Alexander Bockmayr promoviert wurde (Gomory-Chvátal cutting planes and the elementary closure of polyhedra). Die Dissertation, die ein fünfzehn Jahre altes Problem von Alexander Schrijver löste, erhielt 2001 die Otto-Hahn-Medaille der Max-Planck-Gesellschaft. Er war danach in Saarbrücken am Max-Planck-Institut für Informatik Nachwuchsgruppenleiter (Diskrete Optimierung), habilitierte sich dort 2003 und war 2004 Gastprofessor am Indian Institute of Technology in Delhi. 2005 wurde er Professor für Informatik an der Technischen Universität Dortmund und 2006 bis 2008 war er ordentlicher Professor für Mathematik (Lehrstuhl für Diskrete Optimierung) an der Universität Paderborn. Seit 2008 ist er Professor an der École polytechnique fédérale de Lausanne (EPFL). Er wurde 2011 für eine Alexander-von-Humboldt-Professur ausgewählt und nahm in der Folge einen Ruf an die Technische Universität Berlin an, die er jedoch 2012 nach einem halben Jahr wieder verließ.
2004 erhielt er den Heinz Maier-Leibnitz-Preis der DFG. 2014 war er Eingeladener Sprecher auf dem ICM in Seoul.
Zu seinen Doktoranden zählt Thomas Rothvoß.